# Lioré et Olivier
La Lioré et Olivier era un'azienda aeronautica francese fondata nel 1912 ed attiva nella prima parte del XX secolo nella produzione di idrovolanti ed aerei ad uso civile e militare.
Gli stabilimenti erano decentrati, ad Argenteuil e Marignane, a Clichy, dove era sede la Société de Constructions Aéronautiques d'hydravions "Lioré et Olivier" alla cui direzione dell'ufficio di progettazione era Marcel Riffart, e Rochefort.
Con la nazionalizzazione, effettiva dal 15 luglio 1937, voluta dal governo francese nella quale vennero coinvolte tutte le aziende aeronautiche francesi ad indirizzo bellico, la Lioré et Olivier venne assorbita in due nuove realtà aziendali, la Société nationale des constructions aéronautiques du sud-est (SNCASE) che acquisì gli stabilimenti di Argenteuil e Clichy, e la Société nationale des constructions aéronautiques du sud-ouest (SNCASO) che acquisì quello di Rochefort, che continuarono ad usare la denominazione aziendale originale.

## Produzione

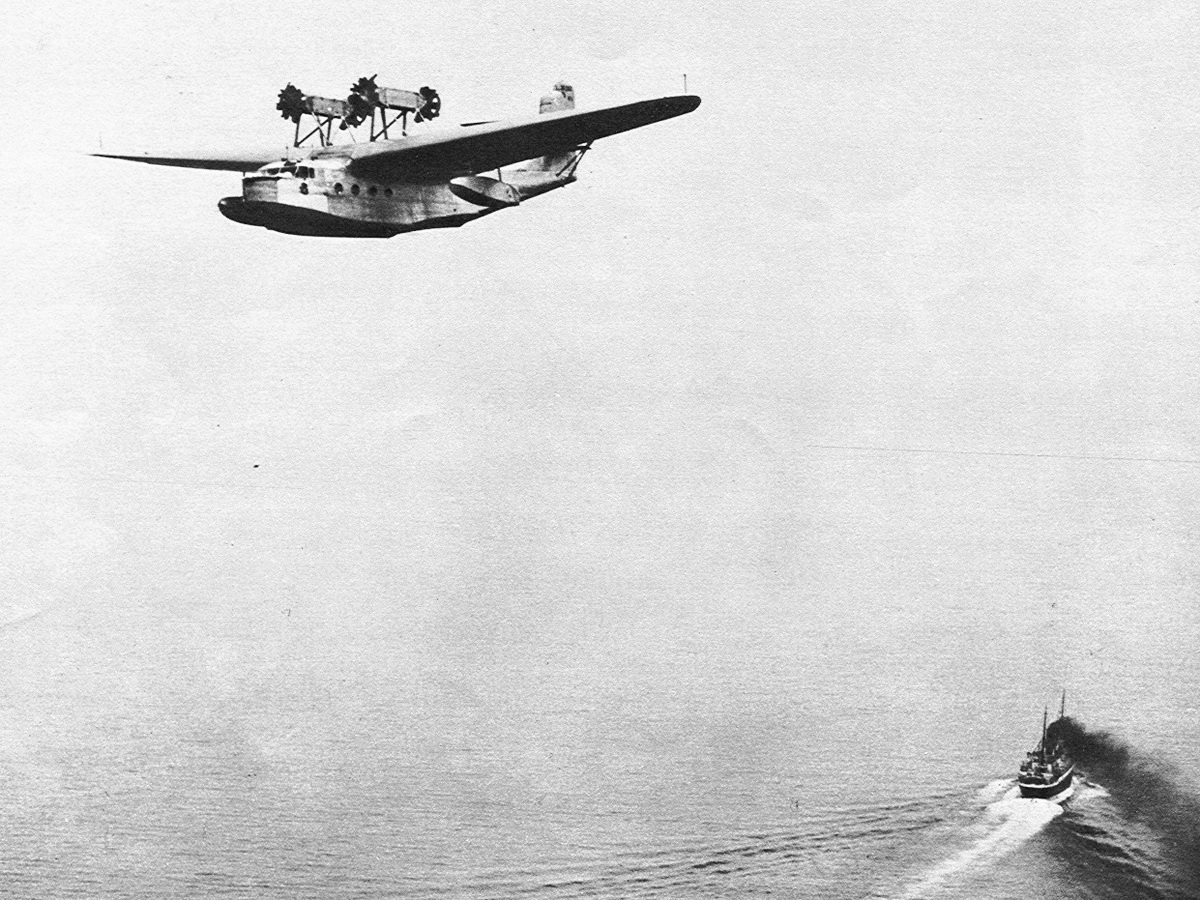
Lioré et Olivier LeO H-242.

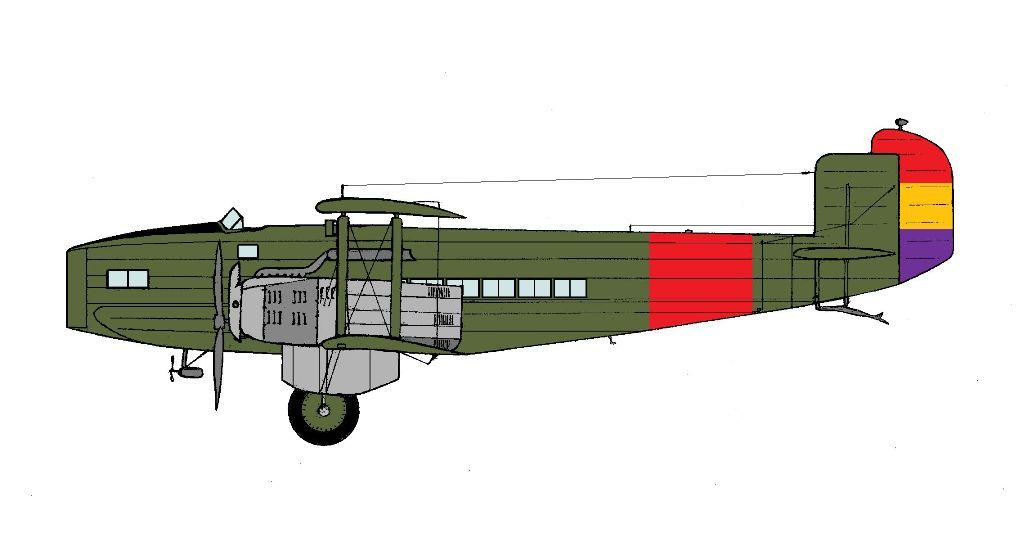
Lioré et Olivier LeO 21

(lista parziale)
| Modello   | Anno | Tipo                      | Esemplari | Note                           |
| LeO 5     | 1919 | aereo da attacco al suolo | 1         | prototipo                      |
| LeO 7/2   | 1922 | caccia di scorta          | 20        |                                |
| LeO 7/3   | 1922 | bombardiere medio         | 18        |                                |
| LeO 8     | 1923 | caccia notturno           | 1         |                                |
| LeO 9     | 1923 | aereo da caccia           | 1         |                                |
| LeO H 10  | 1923 | idroricognitore           | 1         |                                |
| LeO 20    | 1926 | bombardiere pesante       | 324       |                                |
| LeO H 257 | 1936 | idro aerosilurante        | 1 + 59    |                                |
| LeO 451   | 1937 | bombardiere               | 561       | prodotto dalla SNCASE e SNCASO |